# مقاوم للتقادم

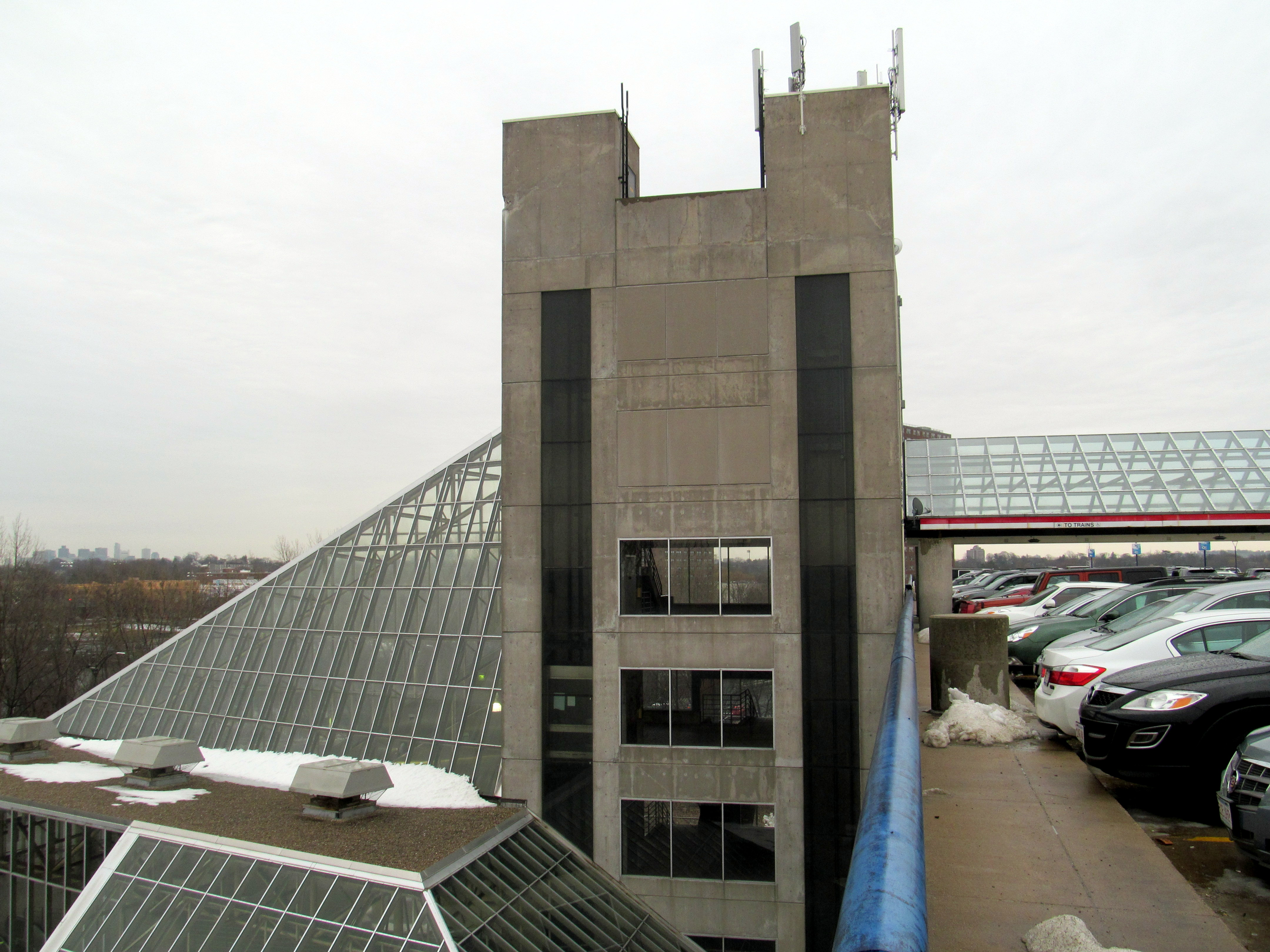
تم بناء موقف السيارات في محطة أليوايف (محطة إم بي تي إيه) لاستيعاب مستويين إضافيين إذا لزم الأمر، مع أعمدة مصاعد طويلة وألواح قابلة للفتح للنوافذ المستقبلية.

الاستعداد للمستقبل (بالإنجليزية: Future-proofing) أو (بالإنجليزية: futureproofing) هي عملية توقع المستقبل وتطوير أساليب لتقليل [الإنجليزية] آثار الصدمات والضغوط الناجمة عن الأحداث المستقبلية. يتم استخدام الحماية المستقبلية في الصناعات مثل تطوير البنية التحتية، والإلكترونيات، والصناعة الطبية، والتصميم الصناعي، ومؤخرًا، في التصميم لتغير المناخ. يتم استخراج مبادئ الحماية المستقبلية من الصناعات الأخرى وتدوينها كنظام للتعامل مع التدخل في مبنى تاريخي.

## الإلكترونيات والاتصالات
في الأنظمة الكهربائية المستقبلية، ينبغي للمباني أن تحتوي على «أنظمة توزيع مرنة تسمح لتقنيات الاتصالات بالتوسع». يجب أن تكون برامج معالجة الصور مرنة وقابلة للتكيف وقابلة للبرمجة لتكون قادرة على العمل مع العديد من الوسائط المحتملة المختلفة في المستقبل بالإضافة إلى التعامل مع أحجام الملفات المتزايدة. يجب أن تكون برامج معالجة الصور ذات الصلة قابلة للتطوير والتضمين أيضًا – بعبارة أخرى، فإن الاستخدام أو المكان الذي يتم فيه استخدام البرنامج متغير ويجب على البرنامج أن يستوعب البيئة المتغيرة. هناك حاجة إلى تكامل معالجة أعلى لدعم المتطلبات الحسابية المستقبلية في معالجة الصور أيضًا.
في شبكات الهواتف اللاسلكية، يُصبح ضمان جاهزية أنظمة الأجهزة والبرمجيات الشبكية المُستخدمة للمستقبل أمرًا بالغ الأهمية، نظرًا لارتفاع تكلفة نشرها، مما يجعل استبدال كل نظام عند حدوث تغييرات في عمليات الشبكة أمرًا غير مُجدٍ اقتصاديًا. يُركز مُصممو أنظمة الاتصالات بشكل كبير على قابلية إعادة استخدام النظام ومرونته لمواصلة المنافسة في السوق.
في عام 1998، كان التصوير الإشعاعي عن بُعد (القدرة على إرسال صور الأشعة، مثل الأشعة السينية والتصوير المقطعي المحوسب، عبر الإنترنت إلى أخصائي الأشعة المُراجع) في بداياته. طوّر الأطباء أنظمتهم الخاصة، مُدركين أن التكنولوجيا ستتغير مع مرور الوقت. وقد أدرجوا، بوعي، ميزة «القابلية للمستقبل» كإحدى السمات التي يجب أن يتمتع بها استثمارهم. بالنسبة لهؤلاء الأطباء، تعني «القابلية للمستقبل» بنية معيارية مفتوحة وقابلية التشغيل البيني، بحيث يُمكن مع تقدم التكنولوجيا تحديث وحدات الأجهزة والبرامج داخل النظام دون تعطيل الوحدات المتبقية. وهذا يُبرز سمتين من سمات «القابلية للمستقبل» تُعدّان مهمتين للبيئة المُبنية: قابلية التشغيل البيني والقدرة على التكيف مع التقنيات المستقبلية عند تطويرها.

## التصميم الصناعي

### دوره في تشكيل المستقبل
للمصمم مهمةٌ توجيهيةٌ أكثر منها وصفية. فعلى عكس العلماء الذين يصفون حال العالم، يُشير المصممون إلى كيف سيكون. لذا، يُعتبر المصممون إلى حدٍّ ما علماءَ مستقبل.
تعتمد هذه الممارسة على عمل الراديكاليين الإيطاليين في الستينيات، من خلال العمل التصميمي النقدي الذي قام به أنتوني دون وفيونا رابي في أواخر التسعينيات، والذين طوروا مناهج التصميم لاستكشاف الأفكار وانتقادها، بدلاً من إنشاء الأشياء.
لدى المصمم مهمة توجيهية وليس وصفية. على عكس العلماء الذين يصفون كيف يبدو العالم، فإن المصممين يقترحون كيف يمكن أن يكون. وبالتالي فإن المصممين هم من علماء المستقبل إلى حد ما.
في التصميم الصناعي، تسعى التصاميم المستقبلية إلى منع التقادم من خلال تحليل انخفاض جاذبية المنتجات. تُقاس الجاذبية بفئات مثل الوظيفة والمظهر والقيمة العاطفية. المنتجات ذات التصميم الوظيفي الأفضل والمظهر الأفضل، والتي تتراكم قيمتها العاطفية بشكل أسرع، عادةً ما تبقى لفترة أطول وتُعتبر جاذبة للمستقبل. من بين خصائص المنتجات المستقبلية التي أظهرتها هذه الدراسة، طابعها الخالد، ومتانتها العالية، ومظهرها الجمالي الذي يجذب انتباه المشترين. في الوضع المثالي، مع تقدم عمر المنتج، تبقى جاذبيته أو تزداد مع زيادة ارتباطه العاطفي. المنتجات التي تتوافق مع نموذج التقدم المجتمعي الحالي، مع تحقيقها للتقدم في الوقت نفسه، تميل أيضًا إلى زيادة جاذبيتها.
إن الرغبة في تغيير العالم تنتشر في جميع أنحاء التصميم المضاربي، حيث يتم قياس النجاح في كثير من الأحيان ليس بما تم صنعه، ولكن بدلاً من ذلك من خلال تأثير فكرتك وكيفية تسربها إلى التفكير الأوسع.

### التصميم المضاربي في الممارسة والتأثير
في جوجل، تستخدم فرق الاستراتيجية والتصور المختلفة خبراتها الإبداعية داخل الاستوديوهات والأقسام الداخلية لاستكشاف ما قد يكمن وراء الأفق في غضون خمسة أو عشرة أو حتى خمسة عشر عامًا. لفهم دور التصميم التخميني في جوجل، يمكننا أن ننظر إلى نظرية ماكجوفين، التي تنص على أن أهمية الدعامة في الفيلم السردي لا تكمن في الكائن نفسه، بل في التأثير الذي يحدثه على الشخصيات ودوافعهم. وعلى نحو مماثل، فإن قيمة التصميم التخميني لا تكمن في الشيء الذي يتم إنشاؤه - سواء كان نموذجًا أوليًا أو تركيبًا أو تجربة حية - بل في المناقشة والتأمل والفهم الذي يثيره.
من خلال عملية معقدة ومتكررة من تجميع بيانات البحث وتحويلها، يتفاعل المصممون مع المستقبل من خلال الكشف عن فرص التصميم المستقبلية. تُحدد هذه الفرص من خلال الانتقال من البيانات إلى المعلومات، ومن المعلومات إلى الأفكار باستخدام تقنيات رسم الخرائط البصرية. تتضمن هذه العملية مستويات مختلفة من التجريد.
قبل أن نجمعها في رؤى قابلة للتنفيذ.

### منهجيات التصميم الموجه نحو المستقبل
إن أحد أهم المحاور في تطوير منتجات وخدمات الجيل التالي هو الحاجة إلى اكتشاف الفرص من خلال استكشاف احتياجات الناس غير الملباة وغير المفصلة في الوقت الحاضر والاستفادة من هذه الرؤية في نشاط التصميم الموجه نحو المستقبل.
تُجسّد أفكار المستقبل في النماذج الأولية، وبالتالي تُستكشف في الحاضر. للحظة عابرة، يتعايش المستقبل والحاضر معًا.
سواءً كان التصميم التخميني يتنبأ بالمستقبل أو يُحدد معالمه، فإنه يحتاج إلى تحقيق توازن بين الممكن والمجرد من الخيال العلمي. إذا كان طموحًا جدًا، فمن المرجح ألا يتحقق مفهومك. وإذا كان عمليًا أو محافظًا جدًا، فإن التصميم التخميني يفقد قيمته. وكما يقول جولدن كريشنا: «إذا تحقق كل ما نفكر فيه، فلن نكون على ما يرام.» (جولدن كريشنا، رئيس استراتيجية التصميم في مجموعة المنصات والأنظمة البيئية في جوجل).

### التوجه الأخلاقي في التصميم المستقبلي
يعتقد فيليب باتين، المصمم السابق في مشروع نظارات الواقع المعزز من جوجل «غلاس»، والذي يرأس حاليًا شركة «سيد ستوديو»، أن التصميم كممارسة قد أُستغل تجاريًا لدرجة إساءة استخدامه. فبينما كان في السابق رمزًا للمناظر الطبيعية الجريئة الجديدة، أصبح منذ ذلك الحين مجرد جماليات تجارية.
ويتطلب هذا النموذج المتطور من المصممين ألا يتصوروا إمكانيات المستقبل فحسب، بل وأن يفكروا بعمق أيضًا في الآثار الأخلاقية لإبداعاتهم. تتطلب الرحلة من المفهوم إلى التنفيذ نهجًا مسؤولًا، حيث يتم وزن العواقب المجتمعية والبيئية والأخلاقية مع كل قرار. ومن خلال تعزيز ثقافة الابتكار المدروس، يمكن للمصممين ضمان أن يساهم عملهم بشكل إيجابي في العالم، مما يمهد الطريق للتقدم الذي لا يقتصر على التقدم التكنولوجي فحسب، بل يشمل أيضًا المسؤولية الاجتماعية والاستدامة. إن هذا الالتزام بالاستشراف الأخلاقي هو ما سيحدد إرث التصميم الموجه نحو المستقبل.
في كتاب «كل شيء تخيلي»، يُعرّف أنتوني دان وفيونا رابي التصميم النقدي، ويشرحان كيف تتجه ممارساتهما نحو التطبيقات التخيلية. وينظران إلى التصميم المفاهيمي ليس على أنه خدمة للعملاء أو متطلبات السوق، بل كوسيلة للتأمل والاستقصاء والنقد، مستخدمين الخيال التصميمي لتحدي الهيمنة والمركزية التقنية. ويدعو المؤلفان المصممين إلى العمل بشكل مستقل عن الصناعة، والانخراط في أعمال إبداعية بدلاً من الاعتماد كليًا على التكليفات.
يزعم بوجنبول أن التصميم يحفز الأفكار حول كيفية استخدام التكنولوجيا بطرق أكثر تعاطفًا.

## أنظمة المرافق
في إحدى مناطق نيوزيلندا، خليج هوك، أُجريت دراسة لتحديد متطلبات تأمين الاقتصاد الإقليمي للمستقبل، مع التركيز تحديدًا على نظام المياه. سعت الدراسة تحديدًا إلى فهم الطلب الحالي والمحتمل على المياه في المنطقة، وكيفية تغيره مع تغير المناخ وزيادة استخدام الأراضي. استُخدمت هذه المعلومات لوضع تقديرات للطلب تُسهم في تحسينات نظام المياه الإقليمي. لذا، يشمل تأمين الموارد التخطيط المسبق للتنمية المستقبلية وزيادة الطلب على الموارد. تُركز الدراسة بشكل شبه حصري على الطلب المستقبلي، ولا تتناول جوانب أخرى من تأمين الموارد، مثل خطط الطوارئ للتعامل مع الأضرار الكارثية التي قد تلحق بالنظام أو متانة المواد المستخدمة فيه.

## تغير المناخ والحفاظ على الطاقة
وفي إحدى مناطق نيوزيلندا، خليج هوكس، أجريت دراسة لتحديد ما هو مطلوب لتأمين الاقتصاد الإقليمي في المستقبل مع الإشارة بشكل خاص إلى نظام المياه. تهدف الدراسة على وجه التحديد إلى فهم الطلب الحالي والمحتمل على المياه في المنطقة وكذلك كيف يمكن أن يتغير هذا الطلب المحتمل مع تغير المناخ والاستخدام المكثف للأراضي. وقد تم استخدام هذه المعلومات لتطوير تقديرات الطلب التي من شأنها أن تساعد في تحسين نظام المياه الإقليمي. وبالتالي فإن تأمين المستقبل يشمل التخطيط المسبق للتنمية المستقبلية وزيادة الطلب على الموارد. ترتكز الدراسة على المتطلبات المستقبلية بشكل حصري تقريبًا ولا تتناول المكونات الأخرى لتأمين المستقبل مثل خطط الطوارئ للتعامل مع الأضرار الكارثية التي قد تلحق بالنظام أو متانة المواد الموجودة في النظام.
في مجال القضايا البيئية المستدامة، يتم استخدام مصطلح «مقاومة المستقبل» بشكل عام لوصف قدرة التصميم على مقاومة تأثير تغير المناخ المحتمل بسبب الانحباس الحراري العالمي. هناك خاصيتان تصفان هذا التأثير. أولاً، «سيتم القضاء على الاعتماد على الوقود الأحفوري بشكل شبه كامل، واستبداله بمصادر الطاقة المتجددة». ثانياً، «سيكون المجتمع والبنية التحتية والاقتصاد متكيفين بشكل جيد مع الآثار المتبقية لتغير المناخ».
في أستراليا، استكشف بحثٌ بتكليف من هيئة البنية التحتية الصحية في نيو ساوث ويلز «استراتيجياتٍ عملية، وفعّالة من حيث التكلفة، ومرتبطة بالتصميم، لضمان مستقبلٍ آمن لمباني إحدى إدارات الصحة الأسترالية الرئيسية». وخلصت هذه الدراسة إلى أن «التركيز على نهج دورة حياة كاملة لتصميم وتشغيل المرافق الصحية سيعود بفوائد جمة». فمن خلال تصميم الهياكل بمرونة وقابلية للتكيف، يُمكن «تأجيل تقادم العديد من المرافق الصحية وما يترتب عليه من الحاجة إلى هدمها واستبدالها، مما يُقلل الطلب الإجمالي على مواد البناء والطاقة».
قدرة النظام الهيكلي للمبنى على استيعاب التغيرات المناخية المتوقعة وما إذا كانت «التكيفات غير الهيكلية [السلوكية] قد يكون لها تأثير كبير بما يكفي لتعويض أي أخطاء من ... الاختيار الخاطئ لتوقعات تغير المناخ». إن جوهر المناقشة هو ما إذا كانت التعديلات في سلوك شاغلي المبنى يمكن أن تحميه في المستقبل من الأخطاء في الحكم على تقديرات تأثيرات تغير المناخ العالمي. هناك العديد من العوامل المتضمنة، ولا تتناول هذه الورقة البحثية هذه العوامل بالتفصيل الشامل. يمكن للتكيفات البسيطة، كالتغيرات في السلوك، أن تؤثر بشكل كبير على قدرة المبنى على الاستمرار في العمل مع تغير البيئة المحيطة به. لذا، تُعد القدرة على التكيف معيارًا مهمًا في مفهوم «حماية المباني من التقلبات المستقبلية». القدرة على التكيف هي موضوع بدأ يظهر في العديد من الدراسات الأخرى حول الاستعداد للمستقبل.
هناك أمثلة على تقنيات مستدامة يمكن استخدامها في المباني القائمة للاستفادة من أحدث التقنيات في تحسين الأداء الطاقي للمباني. الهدف هو فهم كيفية اتباع معايير الطاقة الأوروبية الجديدة لتحقيق أفضل توفير للطاقة. ويتحدث الموضوع عن المباني التاريخية وتحديدًا تجديد الواجهات، مع التركيز على الحفاظ على الطاقة. تشمل هذه التقنيات «تحسين الأداء الحراري والصوتي، والتظليل الشمسي، وأنظمة الطاقة الشمسية السلبية، والنشطة». لا تكمن القيمة الرئيسية لهذه الدراسة في الاستعداد للمستقبل في التقنيات المحددة، بل في مفهوم العمل مع واجهة قائمة عن طريق تداخلها بدلًا من تعديل الواجهة الحالية. إن استخدام الواجهات ذات التهوية، والواجهات الزجاجية ذات الطبقة المزدوجة، والظلال الشمسية يستغل الكتلة الحرارية للمباني الموجودة عادة في إيطاليا. لا تعمل هذه التقنيات مع جدران الكتلة الحرارية فحسب، بل تحمي أيضًا الواجهات التاريخية التالفة والمتدهورة بدرجات متفاوتة.

## الهندسة المعمارية والهندسة والبناء
كان استخدام مصطلح «تأمين المستقبل» غير شائع في صناعة الهندسة المعمارية والإنشاءات، وخاصة فيما يتعلق بالمباني التاريخية حتى وقت قريب. في عام 1997، تم وصف مختبرات وزارة الزراعة والغابات ومصايد الأسماك في يورك بإنجلترا في مقال بأنها «مستعدة للمستقبل» لأنها مرنة بما يكفي للتكيف مع الأبحاث العلمية المتطورة بدلاً من الأبحاث العلمية الثابتة. يمكن تصميم غلاف المبنى القياسي وخدمات الميكانيكا الكهربائية والميكانيكية المقدمة لتناسب كل نوع من أنواع الأبحاث التي يجب إجراؤها. في عام 2009، تم استخدام مصطلح «مستقبلي» في إشارة إلى «الاتجاهات الكبرى» التي كانت تقود تعليم المخططين في أستراليا. تم استخدام مصطلح مماثل، «مقاومة التعب»، في عام 2007 لوصف ألواح الغطاء الفولاذية في بناء الجسور التي لن تفشل بسبب التشقق الناتج عن التعب. في عام 2012، حددت منظمة مقرها نيوزيلندا ثمانية مبادئ للمباني المستقبلية: استخدام الطاقة الذكية، وزيادة الصحة والسلامة، وزيادة مدة دورة الحياة، وزيادة جودة المواد والتركيب، وزيادة الأمن، وزيادة التحكم في الصوت من أجل التلوث الضوضائي، والتصميم المكاني القابل للتكيف، وتقليل البصمة الكربونية.
هناك نهج آخر لتأمين المباني للمستقبل، وهو أنه لا ينبغي النظر في تأمين المباني للمستقبل إلا في عمليات التجديد الأوسع نطاقًا. وحتى في هذه الحالة، يتراوح الإطار الزمني المقترح لفعاليات تأمين المباني للمستقبل بين 15 و25 عامًا. ولا يزال تفسير هذا الإطار الزمني تحديدًا لتحسينات تأمين المباني للمستقبل غير واضح.
في تقييم العقارات، هناك ثلاثة أشكال تقليدية للتقادم والتي تؤثر على قيم الممتلكات: المادية والوظيفية والجمالية. يحدث التقادم المادي عندما تتدهور المادة المادية للممتلكات إلى النقطة التي تحتاج فيها إلى الاستبدال أو التجديد. يحدث التقادم الوظيفي عندما تصبح الممتلكات غير قادرة على خدمة الاستخدام أو الوظيفة المقصودة. يحدث التقادم الجمالي عندما تتغير الموضة، عندما يصبح شيء ما غير رائج. وقد برز شكل رابع محتمل أيضاً: التقادم المستدام. يقترح التقادم المستدام أن يكون مزيجًا من الأشكال المذكورة أعلاه بعدة طرق. يحدث التقادم المستدام عندما لا يلبي العقار هدفًا واحدًا أو أكثر من أهداف التصميم المستدام.
إن أحد الأساليب المعقولة لبناء مدن مستدامة قادرة على مواجهة المستقبل هو مزيج متكامل متعدد التخصصات من التخفيف والتكيف لرفع مستوى مرونة المدينة. وفي سياق البيئات الحضرية، تعتمد المرونة بدرجة أقل على الفهم الدقيق للمستقبل وأكثر على التسامح مع عدم اليقين والبرامج الواسعة النطاق لامتصاص الضغوط التي قد تواجهها هذه البيئة. ويعتبر حجم السياق مهما في هذا الرأي: إذ يُنظر إلى الأحداث باعتبارها ضغوطا إقليمية وليست محلية. إن الهدف من البيئة الحضرية المرنة هو إبقاء العديد من الخيارات مفتوحة، والتركيز على التنوع في البيئة، وإجراء تخطيط طويل المدى يأخذ في الاعتبار الصدمات النظامية الخارجية.

## المباني التاريخية
يُضيف تأمين المباني التاريخية المُحددة لمستقبلها مستوىً من التعقيد لمفاهيم تأمينها للمستقبل في قطاعات أخرى، كما هو موضح أعلاه. يجب أن تتوافق جميع التدخلات على المباني التاريخية مع معايير الوزير لمعالجة الممتلكات التاريخية. قد يختلف مستوى الامتثال والمعيار المُختار باختلاف الاختصاص القضائي، ونوع التدخل، وأهمية المبنى، وطبيعة التدخلات المُراد تنفيذها. المبدأ الأساسي هو عدم إلحاق أي ضرر بالهيكل أثناء التدخل، مما قد يُلحق به الضرر أو يجعله غير متاح للأجيال القادمة. بالإضافة إلى ذلك، من المهم أن تكون الأجزاء التاريخية من المبنى قابلة للفهم والاستيعاب بمعزل عن التدخلات الأحدث.

## مشاريع البنية التحتية
يعد تأمين المستقبل أيضًا منهجية لمعالجة نقاط الضعف في أنظمة البنية التحتية. على سبيل المثال، يوضح تحليل البنية التحتية للمياه المنزلية في منطقة جنوب كاليفورنيا وتيجوانا الذي أجراه ريتش وجاتوسو في عام 2016 أن نقاط الضعف المحتملة تشمل فشل السدود، وتدهور المواد، وتغير المناخ. مع التغيرات في الظروف الهيدرولوجية بسبب تغير المناخ، سيكون هناك تركيز متزايد على ضمان استمرار أنظمة البنية التحتية للمياه في العمل بعد وقوع حدث طبيعي خطير حيث يتم المساس بمكونات أو مرافق محددة في النظام.
يمكن للعديد من تقنيات مياه الشرب الجديدة، مثل تحلية المياه، والمعالجة الفيزيائية، والمعالجة الكيميائية، وأنظمة المعالجة البيولوجية، أن تساعد في معالجة هذه الثغرات. إن تطوير نظام البنية التحتية المستقبلي يمكن أن يكون له فوائد طويلة الأمد. لقد قام نظام المياه الإقليمي في سان دييغو بتنفيذ برنامج لتحسين البنية التحتية لضمان توفر مصادر المياه الوفيرة في المستقبل. وتشمل هذه الجهود تطوير برنامج تخزين الطوارئ الذي يهدف إلى توفير مستوى خدمة بنسبة 75٪ ويتضمن العديد من العناصر الرئيسية لنظام المياه الإقليمي. وتعكف هيئة المياه الإقليمية أيضًا على تنفيذ مشروع طويل الأمد يمتد لعقود من الزمن لتجديد بطانة نظام الأنابيب الحالي لزيادة عمرها التشغيلي (Water-technology.net، 2012). وتسعى المنطقة أيضًا إلى استكمال إمدادات المياه من خلال تنويع مصادر المياه مما سيدعم النمو المستمر للسكان الإقليميين. تتمثل أولويات تطوير مصادر المياه الجديدة (حسب ترتيب الأفضلية) في تحلية مياه البحر، وإعادة استخدام مياه الشرب غير المباشرة (إعادة تدوير مياه الصرف الصحي)، والمياه الإضافية من نهر كولورادو.
إن الاستراتيجيات المستخدمة في سان دييغو وتيجوانا تعمل على تأمين أنظمة البنية التحتية لمياه الشرب في المستقبل من خلال تضمين حلقات زلزالية وأنظمة مرنة كبيرة الحجم لمنع الأضرار في الأحداث الزلزالية واستيعاب التغيرات المستقبلية في الاستخدام ونمو السكان. يسعى نظام المياه الإقليمي في سان دييغو إلى اتباع استراتيجيات تهدف إلى تنويع وزيادة فائض إمدادات المياه من خلال تضمين مصادر منطقة المياه الحضرية، ونقل مياه الري، وتبطين القنوات لمنع التسرب، والحفاظ عليها أو تقليل الاستهلاك، وإعادة تدوير مياه الصرف الصحي، وتحلية المياه، ومصادر المياه الجوفية، ومصادر المياه السطحية. يؤدي تطوير أنفاق المياه الجديدة وإعادة تبطين خطوط المياه الرئيسية والفروع والقنوات إلى إطالة عمر الخدمة، وتعزيز النظام مع تقليل التقادم المادي والوظيفي ومنع المزيد من تدهور النظام. إن الصيانة المستمرة، وجهود التنويع، وتنمية القدرات، والتخطيط لمتطلبات المستقبل سوف تضمن إمدادات مستمرة من المياه في المنطقة في المستقبل.

## تحليل دورة الحياة وتقييم دورة الحياة
يمكن استخدام تقييم/تحليل دورة الحياة (LCA) كمؤشر للتأثيرات طويلة المدى على البيئة، وجانب مهم في تأمين بيئتنا المبنية في المستقبل، وقياس تأثيرات البناء الأولي، والتجديد الدوري، والصيانة المنتظمة للمبنى على مدى فترة زمنية ممتدة. في دراسة أجريت عام 2015، قام ريتش بمقارنة تأثيرات الصالات الرياضية المبنية من مواد بناء مختلفة على مدى فترة 200 عام باستخدام أداة تقدير تأثير أثينا. قام ريتش بتطوير عبارة «التأثيرات الأولى» لوصف التأثيرات البيئية للبناء الجديد من استخراج المواد الخام إلى إشغال المبنى. عندما يتم أخذ التأثيرات البيئية للصيانة والاستبدال في الاعتبار مع التأثيرات الأولى على المبنى، يتم تشكيل صورة كاملة للتأثيرات البيئية.
في حين أن اختيار المواد مهم للتأثيرات الأولية للمبنى أو المنتج، فإن المواد الأقل متانة تؤدي إلى صيانة أكثر تكرارا ونفقات تشغيل واستبدال. وعلى النقيض من ذلك، قد يكون للمواد الأكثر متانة تأثيرات أولية أكثر أهمية، ولكن هذه التأثيرات سوف تؤتي ثمارها على المدى الطويل من خلال تقليل تكاليف الصيانة والإصلاح والتشغيل. يجب أن تكون متانة جميع مكونات نظام البناء ذات عمر خدمة متكافئ أو تسمح بالتفكيك من أجل الحفاظ على المواد ذات عمر الخدمة الأقصر. يتيح هذا الاحتفاظ بالمواد التي تتمتع بعمر خدمة أطول بدلاً من التخلص منها عند إزالتها لإجراء الصيانة. إن الصيانة المناسبة للمبنى أمر بالغ الأهمية لضمان عمر الخدمة الطويل لأنه يمنع تدهور المواد الأقل متانة والتي يمكن أن تعرض مواد إضافية للتدهور.

## وصلات خارجية
- The Principles of Future-Proofing Website
- Digital Preservation Tutorial
- Future-proofinc.com Website on future-proofing organizations based on the Framework for Strategic Sustainable Development
- Telecom Giant Shines In New Facility – Sound & Video Contractor